# Trondheim Black Panthers
Die Trondheim Black Panthers waren ein norwegischer Eishockeyclub aus Trondheim, der 1986 gegründet und 2008 aufgelöst wurde. Die Heimspiele wurden in der 2500 Plätze fassenden Leangen Ishall ausgetragen.

## Geschichte
Der im Kalenderjahr 1986 gegründete Trondheim Ishockeyklubb belegte 2003 den vierten Rang in der höchsten norwegischen Spielklasse. Nachdem im Folgejahr der sechste Rang erreicht worden war, gelang mit dem Erreichen des zweiten Platzes in der Saison 2004/05 die beste Platzierung in der höchsten Spielklasse, der heutigen GET-ligaen. Während jener Saison stand der NHL-Spieler Mark Bell während des Lockouts für die Black Panthers im Einsatz. In den darauffolgenden zwei Jahren sicherte sich das Team erst in den Playouts den Verbleib in der höchsten Spielklasse. Die Mannschaft setzte für die Saison 2007/08 aufgrund finanzieller Schwierigkeiten vom Ligabetrieb aus und wurde nach Saisonende aufgelöst.
Weiters nahm der Club 1997 an der Austragung des IIHF Continental Cup teil und setzte sich in der ersten Runde mit zwei Siegen und einem Unentschieden gegen Tilburg Trappers, Nijmegen Tigers und Esbjerg IK durch. In der zweiten Runde folgte mit drei Niederlagen gegen Eisbären Berlin, Vålerenga Ishockey und Grenoble Métropole Hockey 38 das Ausscheiden aus dem Wettbewerb.
2003 nahm das Team als Vertreter der höchsten norwegischen Spielklasse an der Austragung des Ahearne Cup teil und traf auf die Belfast Giants und Coventry Blaze aus der britischen Ice Hockey Superleague. Die beiden Partien endeten jeweils mit Siegen der britischen Teams, die somit die Austragung 2003 für sich entschieden.

## Bekannte Spieler
- David Balázs
- Mark Bell
- Aleš Krátoška
- Lars-Erik Spets